# Solaris (roman)
 For alternative betydninger, se Solaris. (Se også artikler, som begynder med Solaris)
Solaris er en science fiction-roman af Stanisław Lem, udgivet i 1961. Den er filmatiseret af Andrej Tarkovskij i 1972 og igen i 2002 af Steven Soderbergh.
Bogen foregår i en fjern fremtid, hvor man har opdaget planeten Solaris, og længe har haft en rumstation med forskere til at svæve over planeten, der er næsten helt dækket af et mystisk hav. Forskerne forstår meget lidt af havets kuriøse aktiviteter – det er tilsyneladende én stor levende (og muligvis intelligent) organisme – og på et tidspunkt sendes psykologen Kris Kelvin, historiens hovedperson, af sted til stationen for at finde ud af hvad der foregår.
På stationen møder Kelvin snart sin afdøde kone Harey, der begik selvmord for flere år siden. Solaris er således i stand til at skabe fysiske manifestationer af menneskers underbevidsthed. Dette tvinger Kelvin ud i en eksistensiel krise, samtidig med at kopien af Harey kommer tættere og tættere på et rigtigt individ.
Solaris står i klar kontrast til de fleste idealistiske science fiction-romaner, da opdagelsen af liv i universet ved hjælp af videnskabelige og teknologiske vidundere ikke har hjulpet mennesket. Selv langt ude i fremtiden er mennesket stadig det samme, så menneskehedens fremtid afhænger snarere af eksistentialisme og dermed selverkendelse.